# Kirche Demen

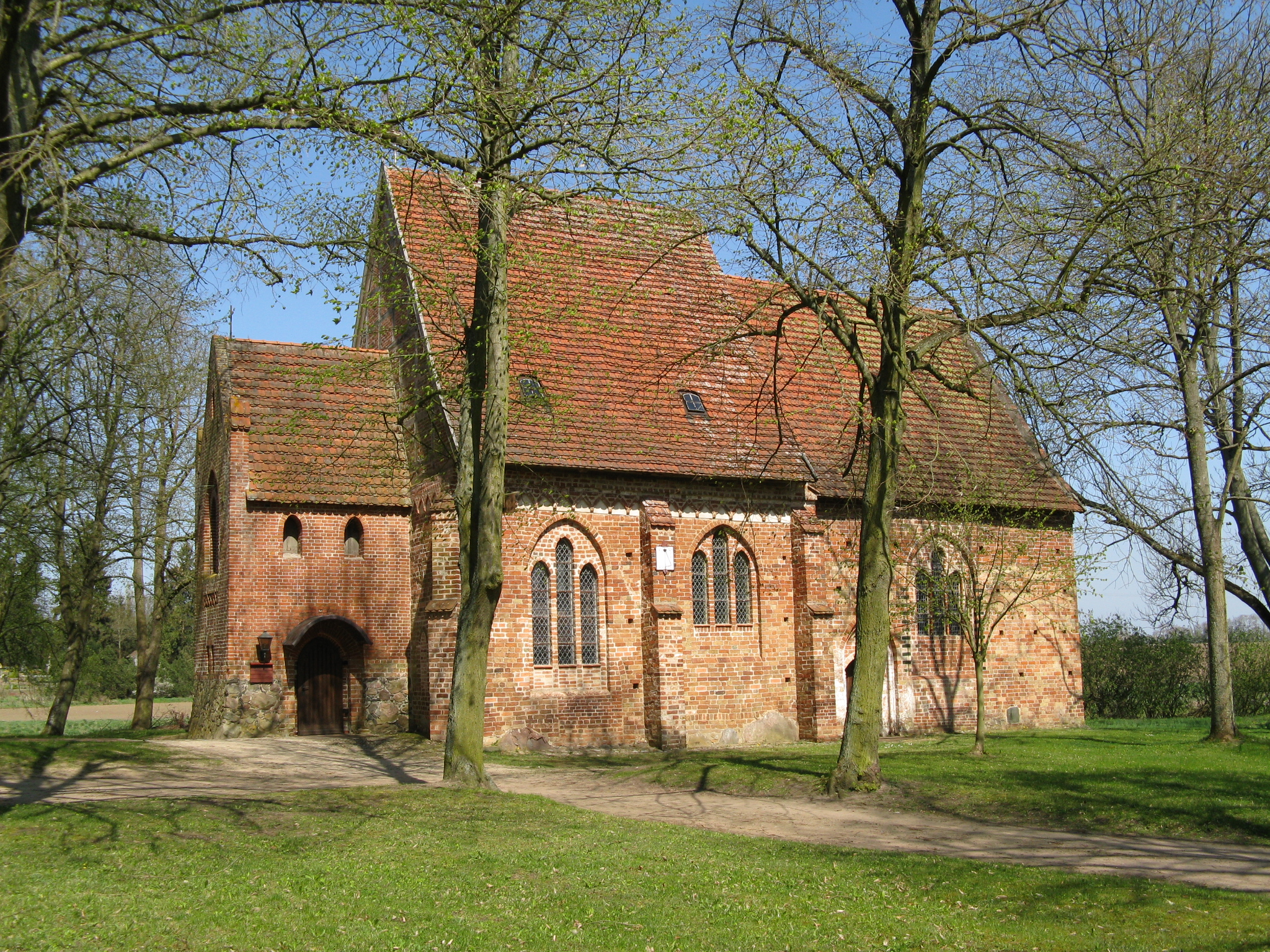
Dorfkirche Demen (2009)

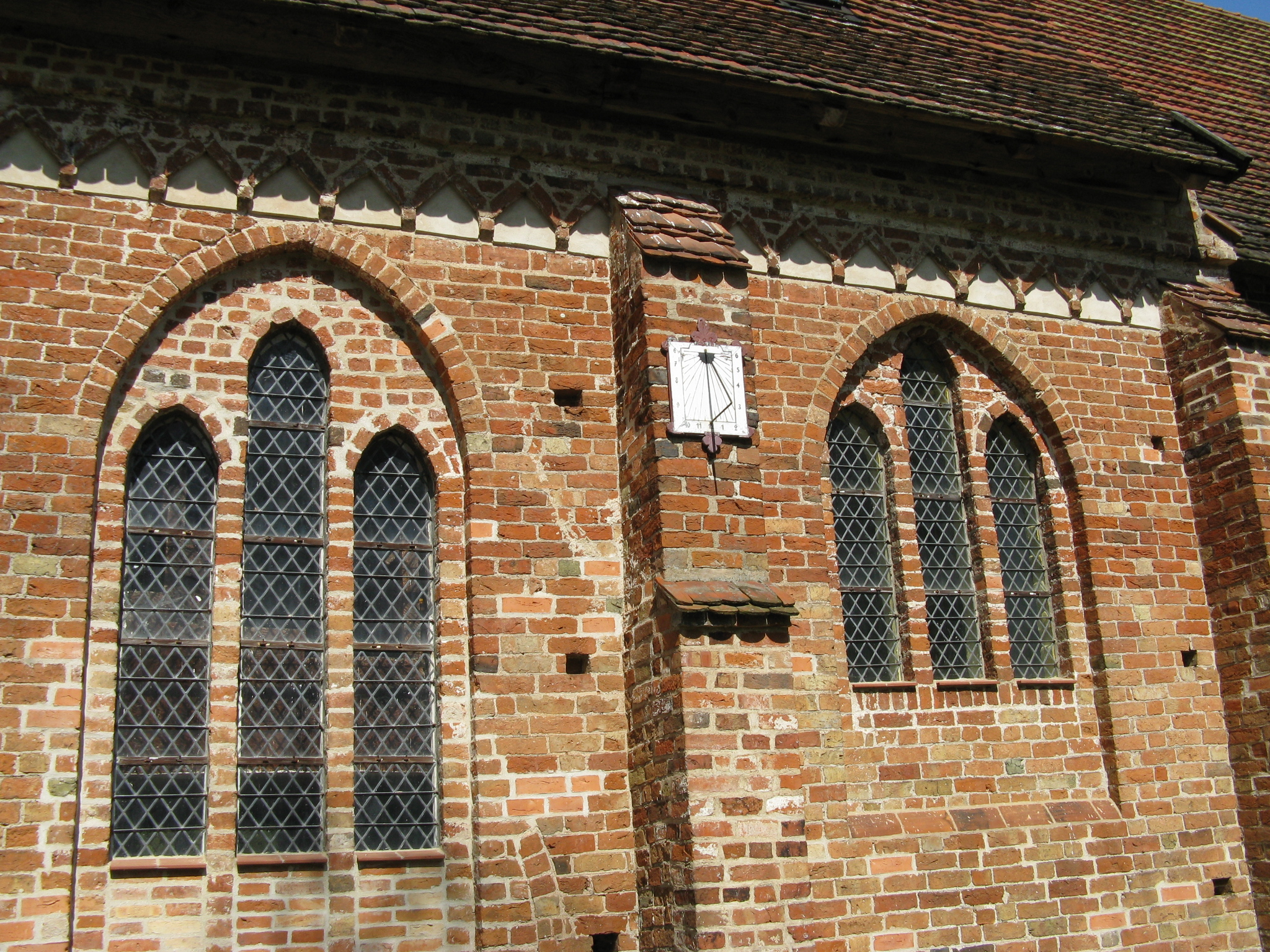
Kirchenfenster und Sonnenuhr (200)

Die evangelisch-lutherische Dorfkirche Demen im gleichnamigen Demen im Landkreis Ludwigslust-Parchim in Mecklenburg-Vorpommern ist eine vor 1300 errichtete einfache Backsteinkirche.

## Geschichte
Im 13. Jahrhundert wurde der Ritter Siegfried von Grönau (Sifridus von Gronow) als Herr und mecklenburgischer Lehnsmann auf Demen erwähnt. Mit Zustimmung des Fürsten Heinrich von Mecklenburg, dem Pilger, verkaufte er am 26. Mai 1265 das Dorf mit dem Kirchlehn an das Nonnenkloster Dobbertin. Am 22. November 1386 verkaufte das Kloster Dobbertin Heinrich Vogt zu Sternberg aus Demen und Dabel 20 Mark Leibrente, die nach dem Tode als ewige Rente unter den Nonnen verteilt werden sollte. Fast vierhundert Jahre, auch über die Reformation hinaus, blieb das Kloster Dobbertin im Besitz des Dorfes und der Kirche.
Am 29. März 1429 verpfändet Alheyt, Tochter des Henning von Pameren die Bede zu Demen, 14. Mark lübisch Rente, dem Propst Hinrich Voss, der Priorin Abele von Grabow und dem Convent des Nonnenklosters Dobbertin. Vermutlich war Alheyt dort Nonne.
1437 bekennt sich Heinrich, Herzog zu Mecklenburg, 140 Mark lübisch schuldig zu sein und verpfändet dem Dobbertiner Propst Hinrich Voss 14 Mark Rente an der Winter- und Sommerbede aus dem Dorf Demen.
Helmold von Plesse zu Kritzkow schenkte am 25. Oktober 1490 der Priorin Alheyd von Cramon, der Unterpriorin Abele von Oldenborghes (von Oldenburg) und dem ganzen Convent des Nonnenklosters Dobbertin 1 Strahlmark Pacht aus dem väterlichen Erbe zu Demen, zu verwenden für Schuhe und eine ewige Fürbitte. Im Clagebuch des Klosteramts Dobbertin sind in den Jahren von 1593 bis 1595 zu Demen auffällig viele Eintragungen vermerkt, mit denen sich auch das Klosteramtsgericht zu befassen hatte. 1593 war Chim Hane, der Sohn des Dorfschulzen, in mehreren Schlägereien verwickelt und Valentin Lutke beschimpfte mehrfach den Hofmeister. 1595 gab es öfters Schlägereien auf dem freien Markt in Crivitz, beteiligt waren immer Chim Brand und seine Stiefsöhne Chim und Hans Detert zu Demen. Sogar der Stadtvogt Gert Wulf beteiligte sich an den Schlägereien.
1613 wurde der Pachtvertrag zwischen dem Kloster Dobbertin und Demen erneuert. Am 29. Januar 1645 schloss Adolf Friedrich I. Herzog von Mecklenburg-Schwerin mit dem Landeskloster Dobbertin einen Tauschvertrag. Der Herzog erhielt vom Kloster die Dörfer Demen und Dabel mit allen Einkünften und das Kirchlehn in Domsühl und erließ dafür dem Kloster alle jährlichen Abgaben. Das Dorf gehörte bis 1918 zum Domanium, d. h. zum Dominalamt Crivitz.
Das Demener Kirchspiel umfasste ursprünglich mit der Mutterkirche zu Demen über Jahrzehnte mit der Filia von Wamckow zeitweise auch die ritterschaftliche Pfarre Prestin, Hohen Pritz, Groß Niendorf, Kobande, Runow und Sparow.
Während des Dreißigjährigen Krieges verursachte 1633 ein Blitzschlag einen Kirchenbrand und verwüstete die Kirche. Feindliche Truppen hätten 1639 sogar die neu angeschaffte Glocke mitgenommen.

## Baugeschichte
Der rechteckige Backsteinbau wurde zwischen 1280 und 1300 errichtet und gehört neben Gägelow, Ruchow und Witzin zu den ersten Steinkirchen im Gebiet um Sternberg. Bauhistorische Untersuchungen zum Kirchenbau liegen nicht vor. Der Dachverband des quadratischen Chors wird auf 1357 datiert. Dem Nonnenkloster zu Dobbertin gehörten seit 1265 das Dorf und die Kirche in Demen. Aus mittelalterlichen Zeiten ist zum Kirchenbau und seinen Geistlichen wenig zu erfahren. Um 1367 wurde ein Kirchenrektor Nikolaus in dem in der Crivitzer Vogtei gelegenen Kirchdorf Demen erwähnt.
Als 1590 der Glockenturm baufällig war, sollte er nach Anordnung der Dobbertiner Provisors Landrat Johann von Cramon auf Woserin mit Holz und Dachspohn aus Rechlin und Lärz in der Dobbertiner Sandpropstei durch Baumeister Jacob Heyne zu Malchow neu errichtet werden.
Nach einem Blitzschlag wurde 1633 die vollständig abgebrannte Kirche wieder notdürftig hergerichtet. Neue Glocken wurden beschafft, die bei einem Reiterüberfall 1639 zerschlagen und geraubt wurden. Zu diesen Zeiten des Dreißigjährigen Krieges war kein Pastor in Demen anwesend und die Kirche war in hohem Grade reparaturbedürftig. Als die Leute nach der durch den Krieg zu Grund gerichteten Kapellen in Poverstorf (heute Schönlage) und Venkow in die Kirche nach Holzendorf gingen, hatte der Pastor durch die nun kleinere Gemeinde kaum noch ein Einkommen zum Leben. Von 1713 bis 1757 hatten die Familien von Barnewitz das Patronat der Kirche zu Demen. Ab 1773 kam dann Hohen Pritz als Filialkirche nach Demen, wo sie bis 1928 blieb.
Der die Kirche umgebende Friedhof wurde 1879 geschlossen und befindet sich seitdem auf dem ehemaligen Pfarracker. Die letzten schmiedeeisernen Kreuze auf dem alten Friedhof sind seit 1990 verschwunden.
Kleinere Schäden und Reparaturen konnten in den letzten Jahrzehnten durchgeführt werden, so u. a. 1980 die Fenster erneuert und 1990 ein elektrisch betriebener Glockenzug angebracht werden. Mit den notwendigen konstruktiven Sicherungsarbeiten am Dachstuhl, der Beseitigung der Feuchteschäden an den Balkenköpfen und Schwellen auf der Mauerkrone und dem Einbringen der fehlenden Zuganker oberhalb der Gewölbescheitel im Chor konnte aber erst 1999, auch dank Hilfe der Deutschen Stiftung Denkmalschutz, begonnen werden. Der Abschluss der Sicherungs- und inneren Sanierungsarbeiten war im September 2001.
Der Umbau des ehemaligen Pfarrhauses zum Gemeindezentrum erfolgte 2006. Dort finden auch der Chor- und Musikunterricht statt.

## Baubeschreibung

### Äußeres
Die Kirche ist ein rechteckiger, einschiffiger Backsteinbau mit einem eingezogenen Rechteckchor, der 1357 errichtet wurde. Die steilen Satteldächer vom Langhaus und Chor mit großem Dachüberstand sind mit Biberschwanzziegeln eingedeckt.
Auf der Westseite steht ein Turmanbau auf mittelalterlichem Turmfundament aus Feldsteinen mit einem Satteldach, das niedriger als das Langhaus ist. Die Nord- und Südwand des Langhauses hat je drei abgetreppte Strebepfeiler, dazwischen befindet sich in jeder Achse ein dreibahniges Spitzbogenfenster, das mit verbleitem Rautenglas versehen ist. Die Fenster der Nordseite sind sehr langgezogen, fast ebenerdig. Das Gesims ist umlaufend, auch am Westgiebel als Spitzbogenfries. Im Giebeldreieck wurde das Fachwerk in Eichenholz erstellt und mit Mauerziegeln ausgefacht. Auf dem westlichen Dachfirst befindet sich ein Wetterhahn mit Kugel. An der Westseite des Turmes wurde unter den zweibahnigen Spitzbogenfenstern mit darüberliegenden Rundbogen noch ein horizontal verlaufender Rautenfries angeordnet. Beachtenswert ist auch das Südportal des Turmes mit dem eingezogenen Rund- und Spitzbogen, den seitlich profilierten Rundstäben und der zweiflügligen Tür aus der Barockzeit. Das Fenster im Ostgiebel des Chors wurde in neuerer Zeit zugemauert und außen mit einem Glattputz versehen. Im Giebeldreieck sind drei spitzbogige Blenden angeordnet. Das dreibahnige spitzbogige Chorsüdfenster wird durch einen Spitzbogen mit glasierten Rundstäben aufgewertet.

### Inneres
Der Innenraum mit seiner flachen mit Akanthusranken bemalten Holzbalkendecke wurde in zwei Jochen für eine spätere Wölbung angelegt und ist zum Chor hin durch einen spitzbogigen Triumphbogen geöffnet. Der eingezogene Rechteckchor ist mit einem tief ansetzendem, stark gebusten Kreuzrippengewölbe auf kräftigen Schildbögen versehen.

#### Altar und Kanzel
Reste des gotischen Altaraufsatzes wurden bei einem Brand 1956 vernichtet, nur die Altarschranke blieb erhalten. Der Altar trug die Aufschrift: Diesen Altar hat erbauen lasen 1794 Anna Maria Gohde, geb. Boeck es 61.10 renoviert 1842.
Der Katharinenaltar kam 2001 aus dem ehemaligen Katharinenkloster in Rostock. Vor seiner Aufstellung wurde der in der Barockzeit umgebaute Renaissancealtar durch den Rostocker Restaurator Heiko Brandner restauriert.
Der Altartisch und die Kanzel wurden 1955 durch den Tischlermeister Thießen angefertigt. Das 1955 durch den Crivitzer Bildhauer Mangelsdorf geschaffene Kruzifix hängt an der nördlichen Chorwand.

#### Taufbecken
Der Taufstein aus Sandstein mit einer Messingschale stammt aus der zweiten Hälfte des 19. Jahrhunderts. Vor 1899 war er noch nicht Teil der Kirchenausstattung.
Ein hölzerner Taufstein, der 1955 zusammen mit dem Kruzifix durch den Bildhauer Mangelsdorf angefertigt wurde, befindet sich als Leihgabe in der Kirche in Göhren.

#### Orgel
Die Orgel (I/AP/7) wurde 1887 durch den Schweriner Hoforgelbaumeister Friedrich Friese III gebaut und auf der Westempore aufgestellt. Der neugotische flache Prospekt besteht aus drei spitzbogigen Pfeifenfeldern, wobei der mittlere höher herausragt. Der obere gerade Gehäuseabschluss ist mit durchgehenden Palmettenreihen bestückt. Der Spieltisch befindet sich auf der linken Seite. Der größere Teil der Metallpfeifen stammt nicht von Friese. Die Orgel wurde am Sonntag vor Pfingsten 1887 eingeweiht. Sie verfügt über sieben Register und über ein angehängtes Pedal. Im Ersten Weltkrieg wurden die Zinnpfeifen 1917 eingeschmolzen. Erst 1988 konnten diese durch Orgelbauer Wolfgang Nußbücker aus Plau am See mit finanzieller Hilfe der Partnergemeinde Ansbach-Schalkhausen in Bayern erneuert werden. 2002 wurde das Instrument durch die Firma Mecklenburger Orgelbau restauriert.

#### Glocken
Die vorhandene größere Glocke (Durchmesser 0,75 m) wurde laut Inschrift 1737 von Siegfried Laurentius Strahlborn in Lübeck gegossen. Sie ist mit traubenförmigen Fruchtknoten und Engelsköpfen verziert. Laut Inschrift wurde die Glocke zur Zeit des Pastors Enoch Christoph Simonis und der Kirchenjuraten Hans Hacker und Daniel Friedrich Schröder gegossen. Die Worte „Soli Deo Gloria“ sind erhalten.
Eine kleinere Glocke mit einem Durchmesser von 0,50 m war laut Inschrift ein Umguss von 1832 und wurde 1917 zu Kriegszwecken eingeschmolzen.
Der Glockenstuhl wurde 2015 saniert.

#### Sonstiges
Zur Ausstattung zählt eine unter Verschluss gehaltene Pietà aus der zweiten Hälfte des 15. Jahrhunderts. Sie zeigt in guter gotischer Holzschnitzarbeit die heilige Maria mit dem Leichnam Christi auf dem Schoß. Der Christuskörper ist nicht mehr ganz erhalten, auch der Maria fehlt die rechte Hand. Leider ist das Werk vermutlich im 19. Jahrhundert mit Kalk übertüncht worden.
Während des Brandes 1955 (?) wurde unter anderem die Fahne des Männergesangvereins zerstört, die dort nach dem Ende des Vereins im Altarbereich aufbewahrt wurde.
Die ab 1999 durchgeführten Restaurierungs- und Sanierungsarbeiten wurden im September 2001 mit der Ausmalung der gesamten Kirche und des Gestühls, der Aufstellung des Katharinenaltars und der Erneuerung der Beleuchtung abgeschlossen. Besonders hervorgehoben wurde, dass sich das Altarretabel hervorragend in den Chor einfügt.

## Pastoren
Namen und Jahreszahlen bezeichnen die nachweisbare Erwähnung als Pastor.
| - erwähnt 1367 Kirchenrektor Nikolaus - erwähnt 1541 Joachim Masslow - 1557–1559 Georg Lundt, ein alter Mann, der im Examen bestand. - erwähnt 1586 Christopher Berg - 1616–1628 Joachim Weitzke - 1639–1649 Adam Lembke - 1653–1663 Daniel Hennings - 1693–1706 Andreas Quandt - 1706–1712 Johann Peter Simonis - 1714–1741 Enoch Christoph Simonis, ab 1737 auch Kirche und Pfarre in Wamckow. - 1743–1757 Levin Heinrich von Oldenburg - 1758–1760 Ernst Friedrich Oeltze - 1760–1768 Christian Konrad Hennigkow - 1768–1772 Friedrich Wilhelm Fratzscher - 1771–1773 Johann Heinrich Tönnies - 1773–1784 Johann Friedrich Reuter, Großvater von Fritz Reuter - 1784–1808 Hans Adolf Keller | - 1809–1814 Daniel Friedrich Otto - 1814–1834 Johann Friedrich Christof Möhring - 1835–1849 August Adam Friedrich Müller - 1850–1872 Friedrich Theodor Nikolaus Nußbaum - 1872–1908 Carl Johann Voigt - 1908–1925 Reinhard Adolf Willbrandt - 1925–1931 Hans Richert - 1931–1933 Joh. Albrecht Schlettwein - 1934–1935 Hans Albert Knepper - 1935–1937 Hermann Bernhard Koch, Vikar, danach Prestin. - 1937–1938 Heinrich Schwartze - 1938–1944 Richard Studemand - 1946–1976 Fritz Theodor Sager - 1977–1993 Edeltraut Rostek, auch Wamckow - 1993–2008 Ekkehard Schäfer, auch Wamckow - 2009–0000 Maria Maercker, auch Wamckow |

## Heutige Kirchengemeinde
Zur Evangelisch-Lutherischen Kirchengemeinde Demen zählen heute die Orte Buerbeck, Demen mit Kirche, Dessin, Jülchendorf, Jülchendorf Meierei, Kobande, Prestin mit Kirche, Runow, Ventzkow und Wamckow mit Kirche. Sitz des Pfarramtes war Demen, Prestin wurde 1977 zur ruhenden Pfarrstelle erklärt. Heute wird die Kirchengemeinde Demen von der Kirchengemeinde Zapel mit dortigem Pfarrsitz verwaltet.
Die Kirchengemeinde Demen gehört zur Propstei Wismar im Kirchenkreis Mecklenburg der Evangelisch-Lutherischen Kirche in Norddeutschland (Nordkirche). Mit der Evangelischen Kirchengemeinde Schalkhausen wird seit 1988 eine lose Partnerschaft gepflegt.

## Trivia
Zum Sagenschatz der Dorfbewohner gehört die Geschichte, dass 1806 beim Durchzug einer Französischen Armee ein früherer Kirchturm heruntergeschossen wurde. Im 19. Jahrhundert wurde der Sage nach im Westen der Kirche der heutige Vorbau angesetzt. Hierzu ist anzumerken, dass es hierfür keinen Beleg gibt und dass die jetzige Bauform der Kirche typisch für die Region ist.

### Ungedruckte Quellen
Landeshauptarchiv Schwerin (LHAS)
- LHAS 1.5-4/3 Urkunden Kloster Dobbertin.
- LHAS 3.2-3/1 Landeskloster, Klosteramt Dobbertin.
- LHAS 5.12-3/1 Mecklenburg-Schwerinsches Ministerium des Innern.
- LHAS 5.12-7/1 Mecklenburg-Schwerinsches Ministerium für Unterricht, Kunst, geistliche und Medizinalangelegenheiten.
- LHAS 9.1-1 Reichskammergericht, Prozeßakten. 1495–1806.

Landeskirchliches Archiv Schwerin (LKAS)
- LKAS, OKR Schwerin, Kirchenbücher Demen 1653–1787.
- LKAS, OKR Schwerin, Specialia, Abt. 1, 2. 1734–1776.
- LKAS, OKR Schwerin, Pfarrarchiv Demen mit Hohen Pritz.
- Mecklenburg-Schwerinsches Finanzministerium, Abt. Hochbau, Patronatsbauakten 1867–1938. Bauzeichnungen und Pläne kirchlicher Gebäude.

Landesamt für Kultur und Denkmalpflege Mecklenburg-Vorpommern (LAKD)
- Abteilung Denkmalpflege, Archiv und Ortsakte Kirche Demen 1935–2006.